# Палаты бояр Романовых
Пала́ты боя́р Рома́новых — музей московского боярства XVI—XVII веков, является филиалом Государственного исторического музея. Единственная сохранившаяся постройка большой усадьбы бояр Романовых.

## История

### Жилые палаты

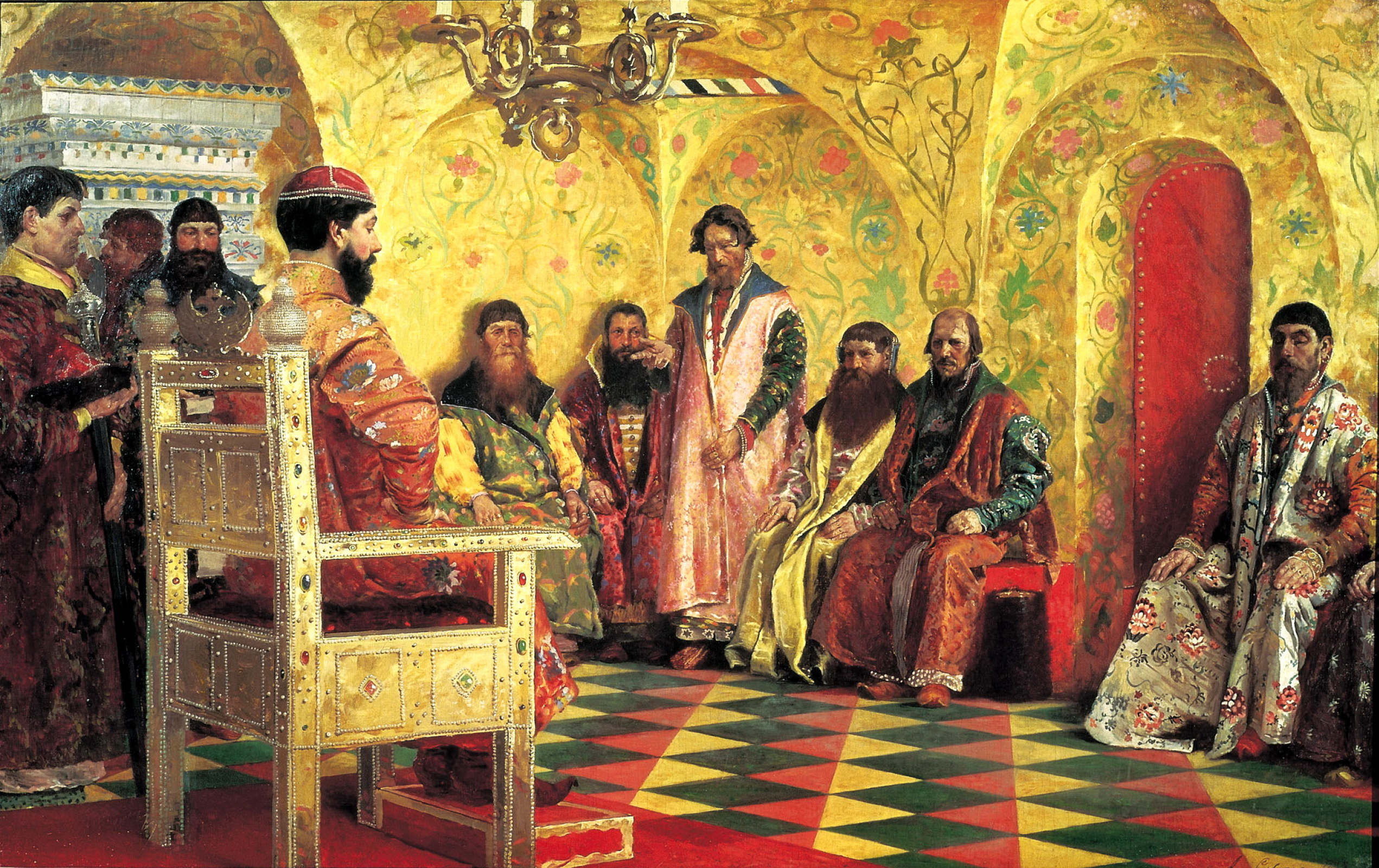
Картина Андрея Рябушкина «Сидение царя Михаила Фёдоровича с боярами в его государевой комнате», 1893 год. Государственная Третьяковская галерея, Москва

Палаты бояр Романовых в Зарядье были построены на рубеже XV—XVI веков. Владение располагалось на возвышенной местности, называемой Псковской горой. Усадьба имела форму неправильного четырёхугольника и состояла из боярского двора, церковного сада, огорода, хозяйственных и жилых построек. В центре имения находились «палаты на нижних погребах», которые были основным жилым помещением. Другая постройка — «палаты на верхних погребах» — являлась вспомогательной, возведённой в связи с ростом семейных бытовых потребностей. В юго-восточной части владения стояла домовая церковь Знамения Пресвятой Богородицы с двумя приделами: во имя Благовещения Богоматери и во имя преподобного Никиты Мидикийского.
В 1540-е годы усадьба перешла во владение боярину Никите Захарьину-Юрьеву. По преданию, именно в этих палатах 12 июля 1596 года родился царь Михаил Фёдорович. Во времена правления Бориса Годунова Романовы, как наиболее вероятные претенденты на русский престол, подверглись опале. В 1599 году Фёдора Никитича заключили в тюрьму, затем насильно постригли в монахи под именем Филарета. С этого времени палаты оставались бесхозными. Романовы были объявлены государственными преступниками, лишены всех званий и имущества. Усадьба на Варварке, по всей вероятности, была «отписана на государя».
С 1613 года, после перемещения резиденции царя в Кремль, усадьбу стали называть «Старым государевым двором». С 1631 года палаты вошли в комплекс строений Знаменского монастыря, созданного по указу Михаила Фёдоровича. Во дворе на месте домовой церкви во имя Знамения построили Знаменский собор — главный храм монастырской обители.

После московского пожара 1668 года к царю Алексею Михайловичу обратился игумен Арсений с прошением о восстановлении комплекса построек: 
Бьют челом богомольцы твои Знаменского монастыря, что на вашем Государевом старом дворе твое царское богомолие — монастырь — выгорел со всеми монастырскими службами и с запасьем, на церквах кровли обгорели и ваше государское старинное строение — палаты — от ветхости и от огня развалились, а нам, богомольцам твоим убогим, ныне построить нечем; место скудное; погибаем вконец.
Реставрацией монастыря занялись Милославские — родственники царицы Марьи Ильиничны. На сохранившейся белокаменной основе XVI века мастер Мелетий Алексеев создал новые палаты с крыльцом, укреплённые дубовыми сваями. Нижняя часть была сложена из белого камня, второй этаж построили кирпичным, а верх — деревянным. В постройках расположили игуменские кельи, затем в них разместилось управление монастыря. Романовскую усадьбу неоднократно ремонтировали, некоторые здания перестраивали, а обветшавшие строения разбирали, в результате чего уцелели только палаты, выходившие на Варварку.
После переноса столицы в Петербург постройки приходили в запустение. В результате пожара 1737 года были уничтожены строения Знаменского монастыря, а на палатах сгорела кровля. В 1743 году по указу императрицы Елизаветы Петровны их отремонтировали и начали сдавать в аренду. В 1752—1762 годах в палатах жил Грузинский митрополит Афанасий, и они стали называться Архиереискими. После его отъезда их сдали в наём малороссиянину В. Григорьеву, затем московскому купцу Т. Ф. Болховитинову, а в конце XVIII века помещения занимал грек А. Ю. Горголи.
В 1821 году палаты из-за ветхости планировалось снести и построить новые. На защиту постройки встал архиепископ Филарет (Дроздов). По его указу здание отремонтировали без изменений внешнего вида.

### Дом-музей Романовых

#### XIX век

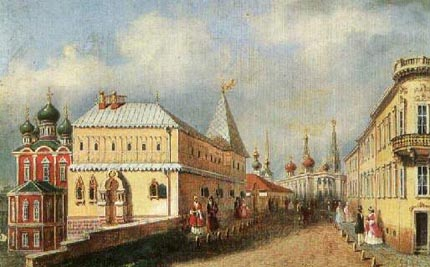
Варварка и Зарядье с палатами бояр Романовых в XIX веке

В 1856 году по распоряжению Александра II началась реставрация палат с возвращением им облика XVI—XVII веков для основания в них музея «Дом бояр Романовых». Для этого постройка была выкуплена у Знаменского монастыря и передана в Придворное ведомство Московской дворцовой конторы. Для археологических работ создали комиссию, в которую вошли Иван Снегирёв, Александр Вельтман, Бернгард Кёне, Алексей Мартынов. На основе архивных документов и графических материалов архитектор Фёдор Рихтер разработал проект реставрации. В процессе работ были обнаружены сохранившиеся древние окна, двери, переходы, лестницы. Под территорию музея отвели северо-восточную часть монастыря, разобрав поздние постройки. Официальная церемония по закладке и освящению «Дома бояр Романовых» состоялась в августе 1858 года.

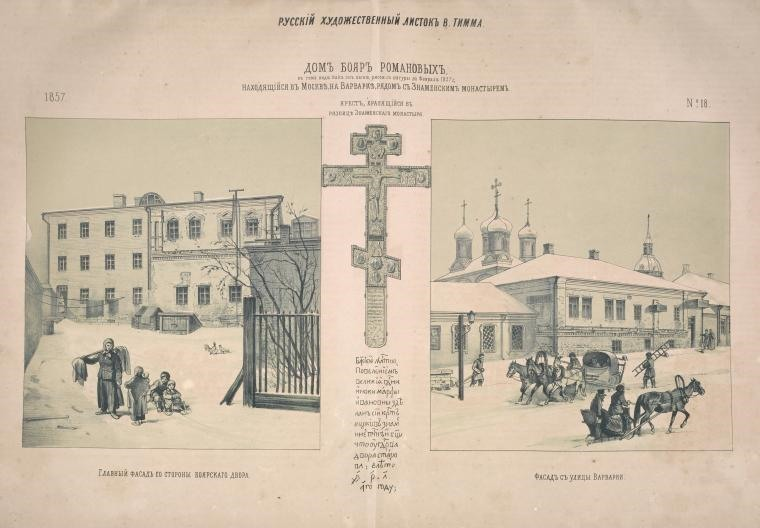
Дом бояр Романовых до реставрации, 1857 год

Согласно задумке основателей музея, он должен был воссоздать бытовую обстановку предков русского царя. В ходе реставрации Иосиф Иванович Артари расписал крестовые палаты и девичью комнату. В основу орнамента лёг герб Романовых, выполненный Александром Фадьевым. Своды других помещений оштукатурили и покрасили, оконные переплёты, карнизы и потолки комнат декорировали резьбой. На месте несохранившихся печей были сделаны рельефные изразцы. Экспозиция музея включала девять помещений: поварню, крестовую, молельню, боярскую, девичью, детскую, вышку, опочивальню и светлицу. Их обставили мебелью, изготовленной с аналогов мебели Теремного дворца, Ипатьевского монастыря, а также с изображений на миниатюрах, грамотах, тканях XVI—XVII веков. В комнатах находились серебряная и расписанная эмалями посуда, шитьё, женские украшения, сундуки, мебель. Были достроены второй, третий и деревянный этажи, перестелены полы, восстановлены крыльцо и крыша, на которую в виде флюгера установили геральдический знак дома Романовых — грифона.

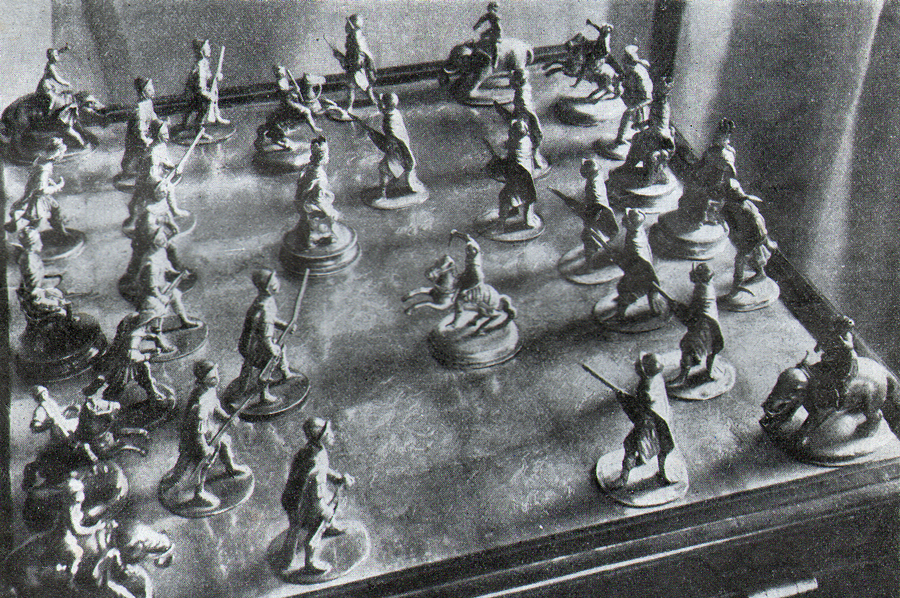
Шахматы царя Михаила Фёдоровича в палатах, 1913 год

Открытие музея состоялось в августе 1859 года. Лица высших сословий могли попасть в него по бесплатному билету. Среди первых посетителей музея были великие князья Владимир Александрович и Александр Александрович (будущий Александр III).
В соответствии со штатом, утвержденным в ноябре 1858 года, при Доме бояр Романовых были введены должности гоф-фурьера (дворецкого) и четырёх придворнослужителей, а для поддержания наружной и внутренней чистоты сверх штата набирались дворники. В том же году были назначены первые его служители. В 1871 г. одним из первых на должность гоф-фурьера был назначен С. В. Инштетов.
До 1917-го в музее примерно раз в десять лет проводились ремонтные работы. Впервые они были выполнены в 1875 году под руководством архитектора Московской Дворцовой конторы Николая Шохина.

#### XX—XXI века
После революции 1917 года в палатах открыли «Музей старого русского быта», или «Музей боярского быта», сохранивший подлинные старинные предметы. После реорганизации в 1923 году его преобразовали в филиал Государственного музея декоративного искусства «Оружейная палата». Через год объединение было преобразовано в «Объединённый музей декоративного искусства».
В марте 1932 года постановлением Секретариата ЦИК СССР и Приказом № 134 по Наркомпросу РСФСР «Музей боярского быта XVII века» стал филиалом Государственного исторического музея (ГИМ). К нему также присоединили церковь Троицы в Никитниках. В 1937 году, к юбилею Александра Пушкина, была организована выставка «Материалы к трагедии А. С. Пушкина „Борис Годунов“ по истории начала XVII века».

В первые месяцы Великой Отечественной войны экспозицию палат разобрали, а музей закрыли. Освободившиеся помещения сдали в аренду различным организациям и частным лицам. В 1951 году была создана комиссия по реставрации постройки под руководством архитекторов Ивана Васильевича Маковецкого и И. А. Сахаровой. В верхнем этаже сняли деревянную резную обшивку со стен и потолков как следы «фальшивой реставрации середины XIX века» и поверх штукатурки обтянули холстом. Для удобства осмотра музея устроили внутреннюю лестницу, соединяющую подвал с первым и вторым этажами здания, остеклили арочную галерею дворового фасада.

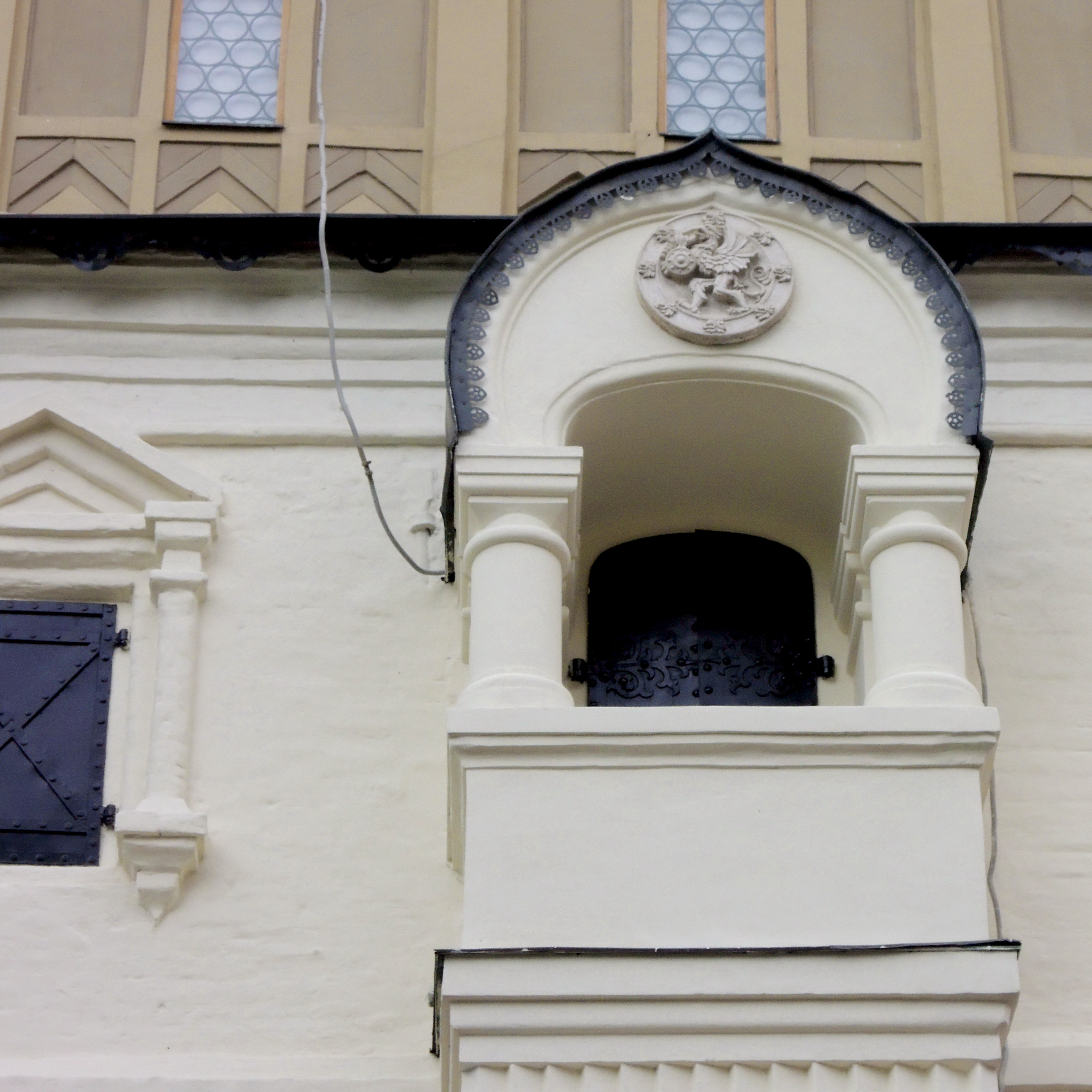
Герб на палатах Романовых, 2010-е годы

В 1963 году филиал переименовали в «Музей фондовых выставок ГИМ». В 1972 году производственная мастерская треста «Росреставрация» начала в нём ремонтные работы, которые завершились через пять лет.
Последняя большая научная реставрация была проведена в 1984—1991 годах мастерской № 13 «Моспроекта-2». Мастера реконструировали интерьер терема на основе проектов Фёдора Рихтера, старых фотографий и сохранившихся фрагментов резьбы. На фасадах восстановили покраску и утраченные детали кровли. На восточной стороне палат, под балконом, расчистили закладную доску, установленную в XIX веке. Археологи обнаружили белокаменную капитель конца XV века и некрополь XVI столетия. Были вскрыты два бревенчатых сруба, восточная часть которых уходила под подпорную стену. За ней находилась церковь Святого Георгия, в которой в 1450-х годах стоял двор Марии Фёдоровны Голтяи — правнучки Андрея Кобылы, от которого ведут свой род Романовым.
В 2013 году, к 400-летию избрания Михаила Фёдоровича Романова на царство, потомки Фёдора Рихтера — семья Черновых-Рихтеров — и Пол Эдвард Куликовский, родственник сестры Николая II, выделили средства для обновления интерьера парадной трапезной палаты.

## Экспозиция
1. Подвал
  1. Кирпичный подвал (кухня)
  2. Белокаменный подвал (казна)
2. Первый этаж
  1. Гардероб для посетителей
  2. Подклет
  3. Галерея
3. Второй этаж
  1. Трапезная
  2. Кабинет боярина
  3. Библиотека
  4. Сени
  5. Комната старших сыновей
4. Третий этаж
  1. Сени
  2. Комната боярыни
  3. Светлица

Здание состоит из трёх частей, разбитых на разные исторические отрезки: боярской кладовой, монашеских келий и музейной надстройки. Палаты сохранили классический тип русской избы, состоящей из клети и подклета. С внешней стороны стены здания имеют декоративное убранство XVII века — наличники окон, карниз, полуколонны на углах. Внутри — небольшие комнаты, низкие, сводчатые потолки, толстые стены.
Палаты разделены на две  части — мужскую (2-й этаж) и женскую (3-й этаж). На первом этаже представлены интерьеры: «Столовая палата», «Кабинет боярина», «Библиотека», «Комната старших сыновей». На втором этаже — «Сени», «Комната боярыни», «Светлица». Интерьеры и обстановку комнат составляют преимущественно подлинные предметы XVII века.
В палатах устроен подземный музей с выставленными раритетами XII—XVI столетий. В нём также демонстрируется культурный слой XVI века, заключённый в специальную витрину. В подклете висят портреты Романовых, стоит русская печь, для которой было изготовлено 314 изразцов. В центре помещения расположен макет постройки. В кирпичном подвале установлен светец. Рядом с ним находится белокаменный подвал конца XV века, в котором хранилась хозяйская казна. Сени соединяют несколько жилых покоев и хозяйственное помещение. В них сохранились печные зеркала, на которых видны плитки с цветочным рисунком, украшавшие печи сразу после открытия музея во второй половине XIX столетия.

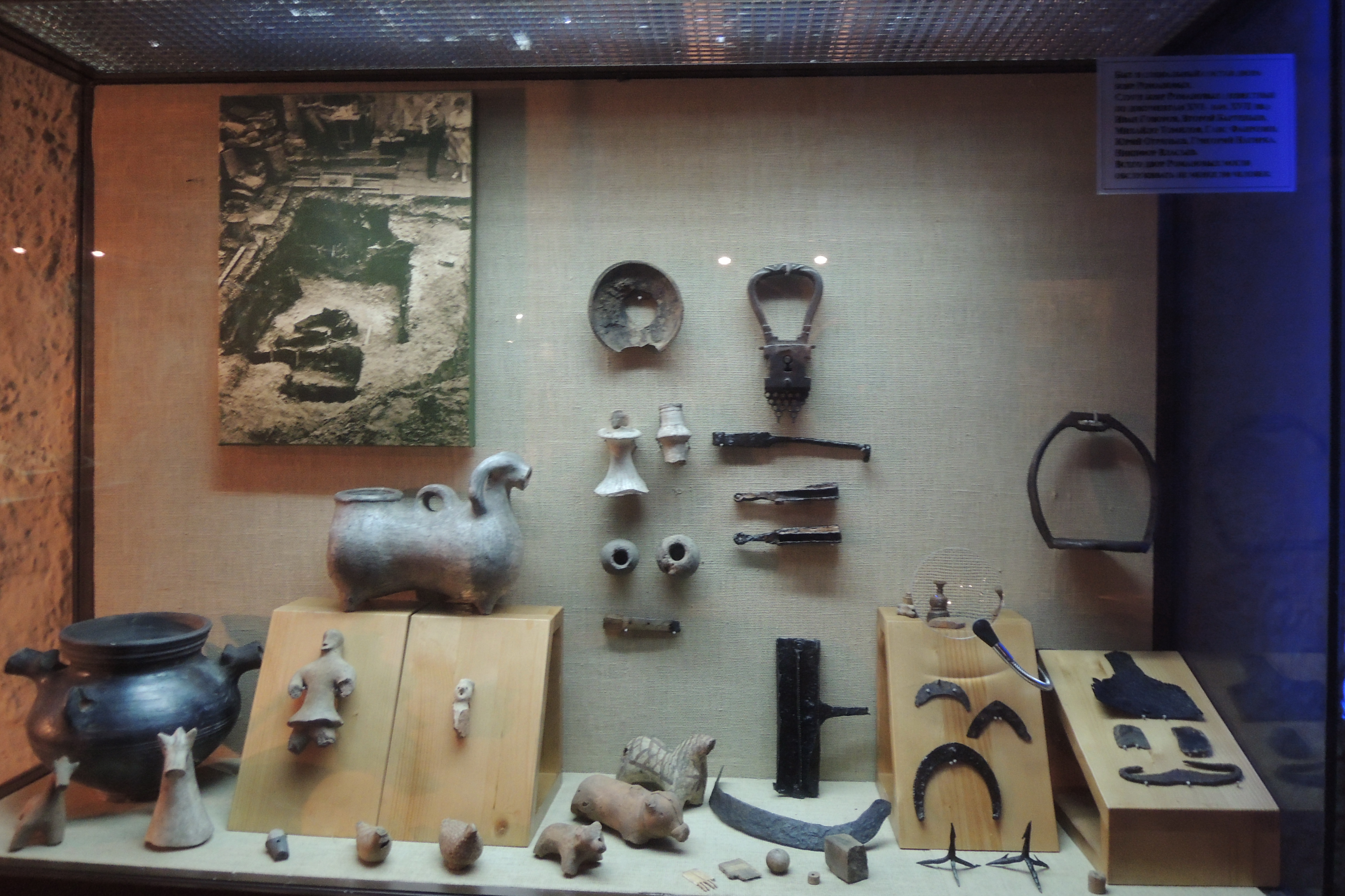
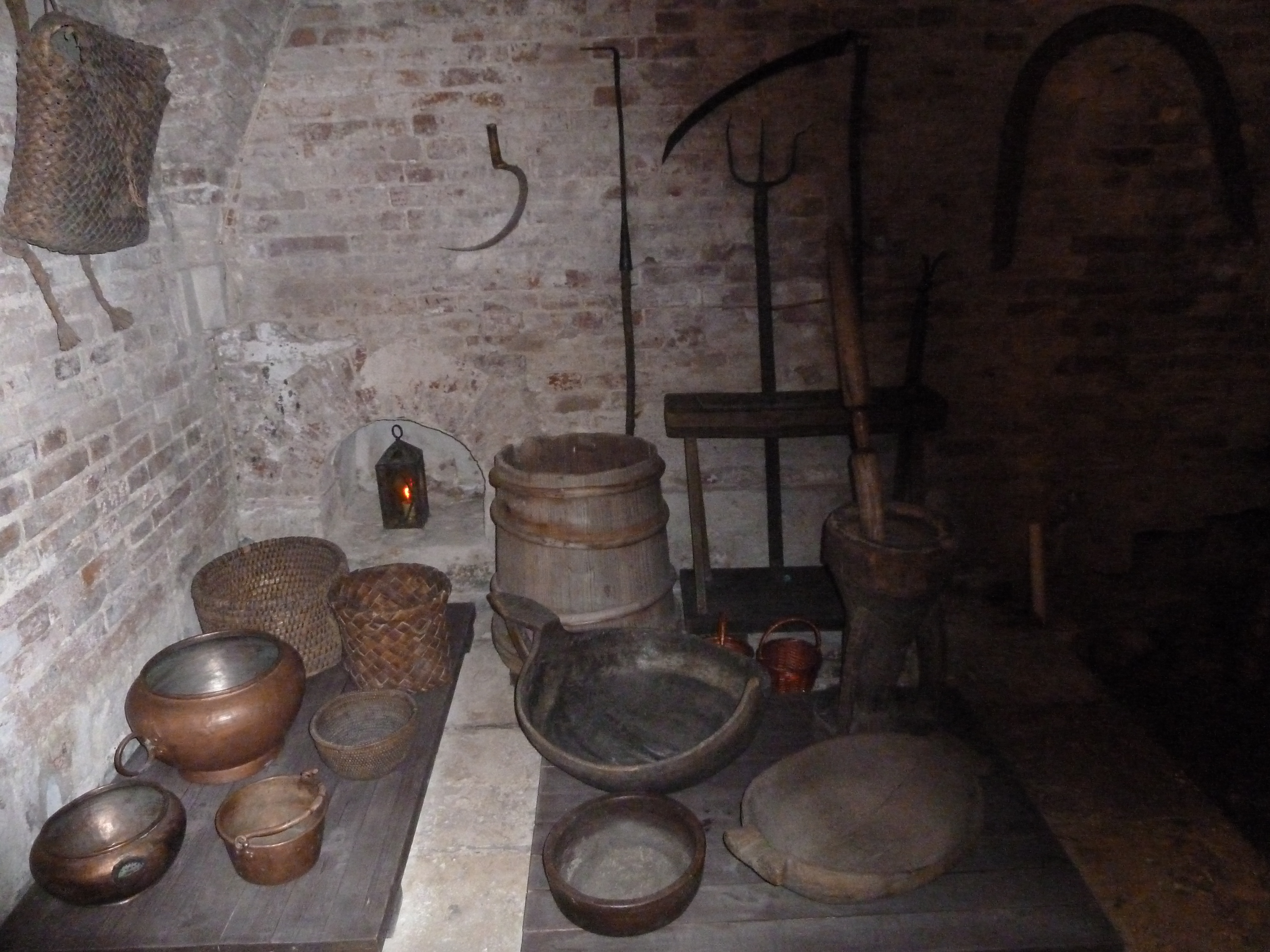
Кирпичный подвал
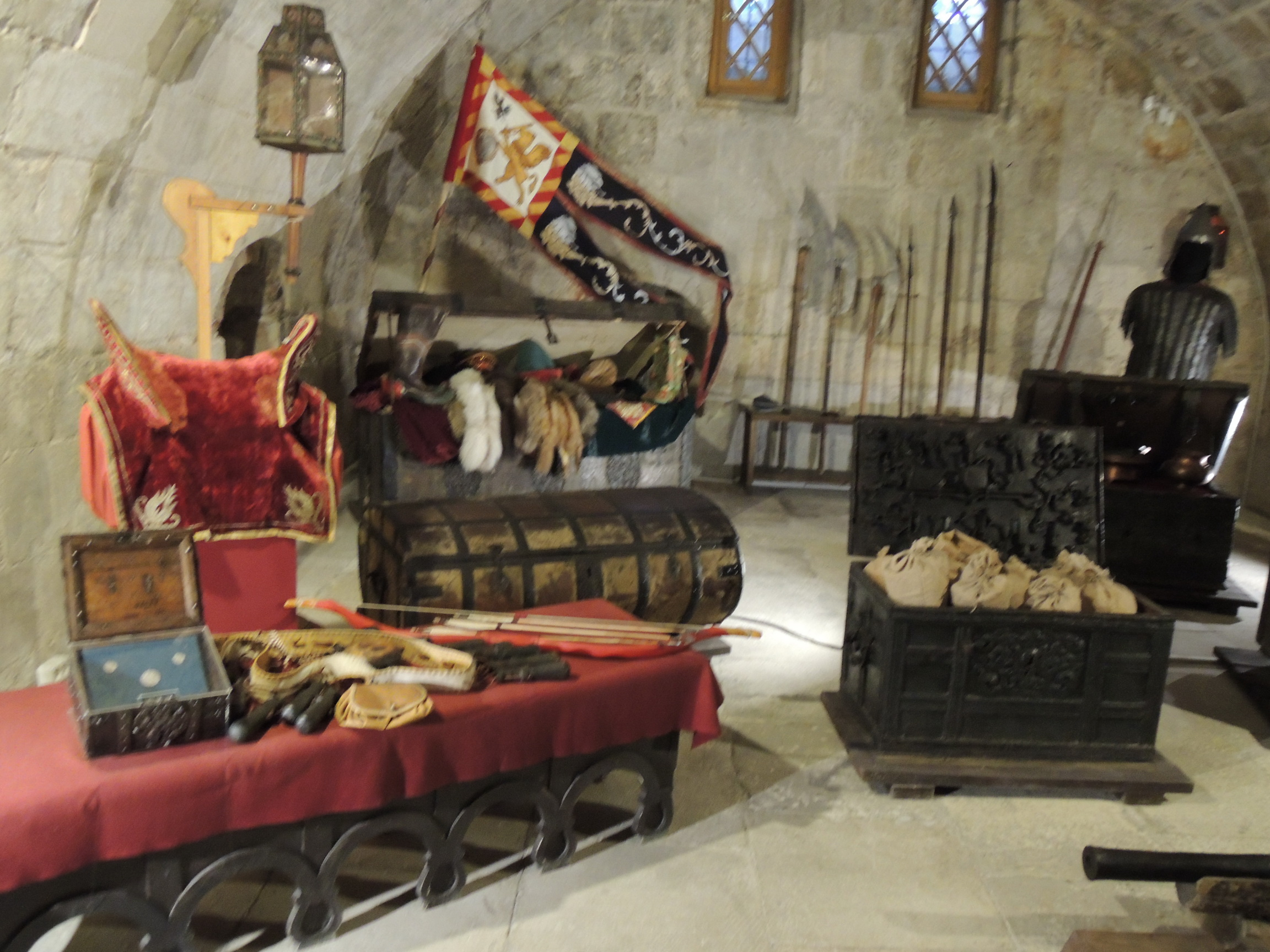
Белокаменный подвал

Самая большая комната на втором этаже — боярская столовая, в которой обедала семья, устраивались пиры, принимали гостей. Свод украшает растительный орнамент, в комнате расположены шкаф с посудой, шведское паникадило, немецкая гравюра, портрет московского губернатора Тихона Стрешнева в раме, стол, кресла, вдоль стен установлены лавки. 
Комнату боярина украшают тисненые голландские кожаные обои XVII века. Также представлены стол с письменными принадлежностями и обитое кожей кресло, сундук-теремок с книгами. Возле входной двери установлена печь из зелёных поливных изразцов, с рельефными изображениями исторических сюжетов, сказок и бытовых сцен.
В "покоях старших сыновей" представлены памятники, показывающие, как развивались науки. Сферический потолок, стены и пол выложены плитами из известняка. Сундук с книгами украшен росписью с изображением птицы Сирин. 
Стены библиотеки обиты зелёным сукном. В красном углу находится икона Иоанна Богослова, справа от входа — изразцовая муравлёная печь, между двумя окнами — стол работы первой четверти XVIII века. 

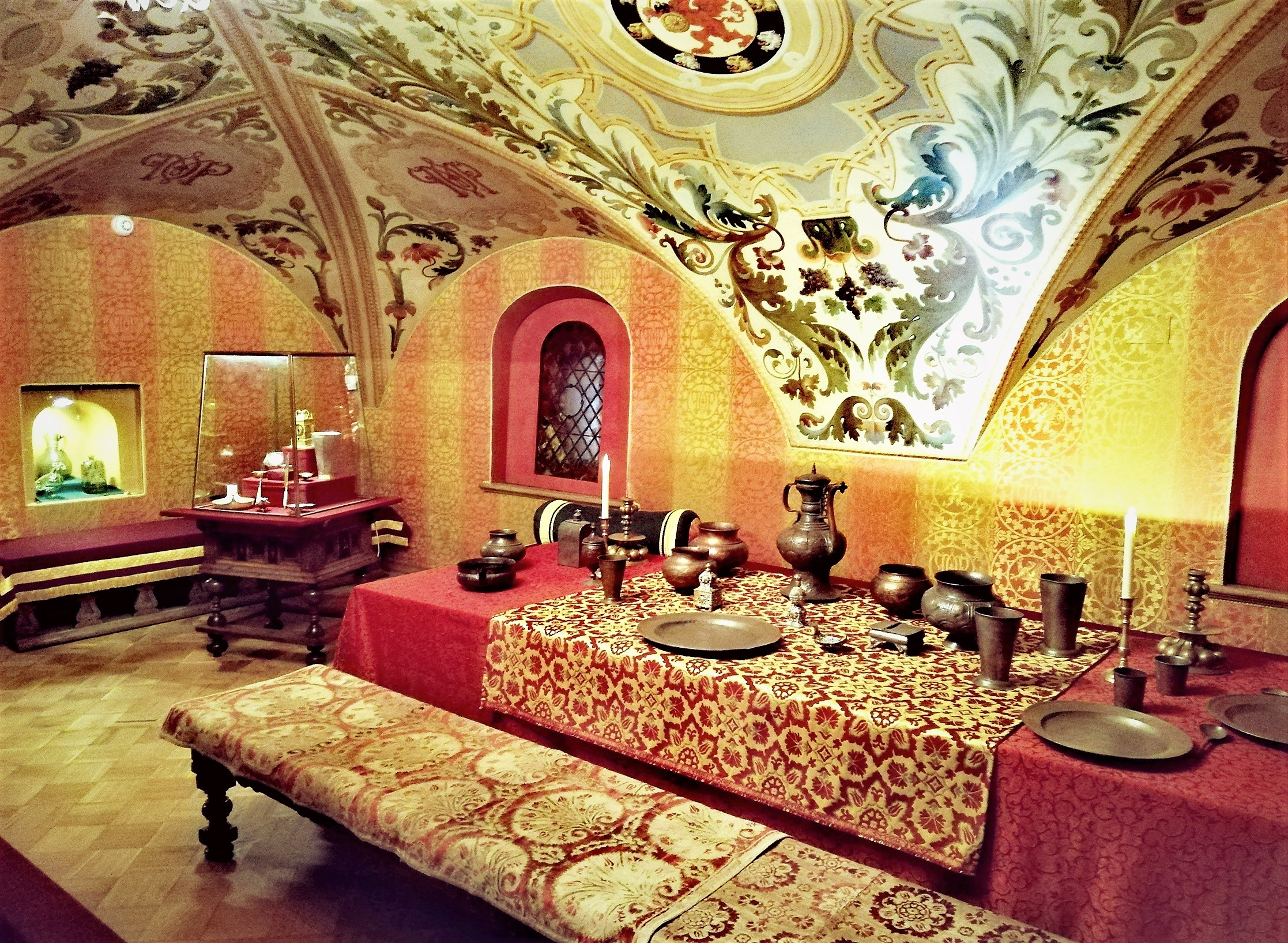
Трапезная
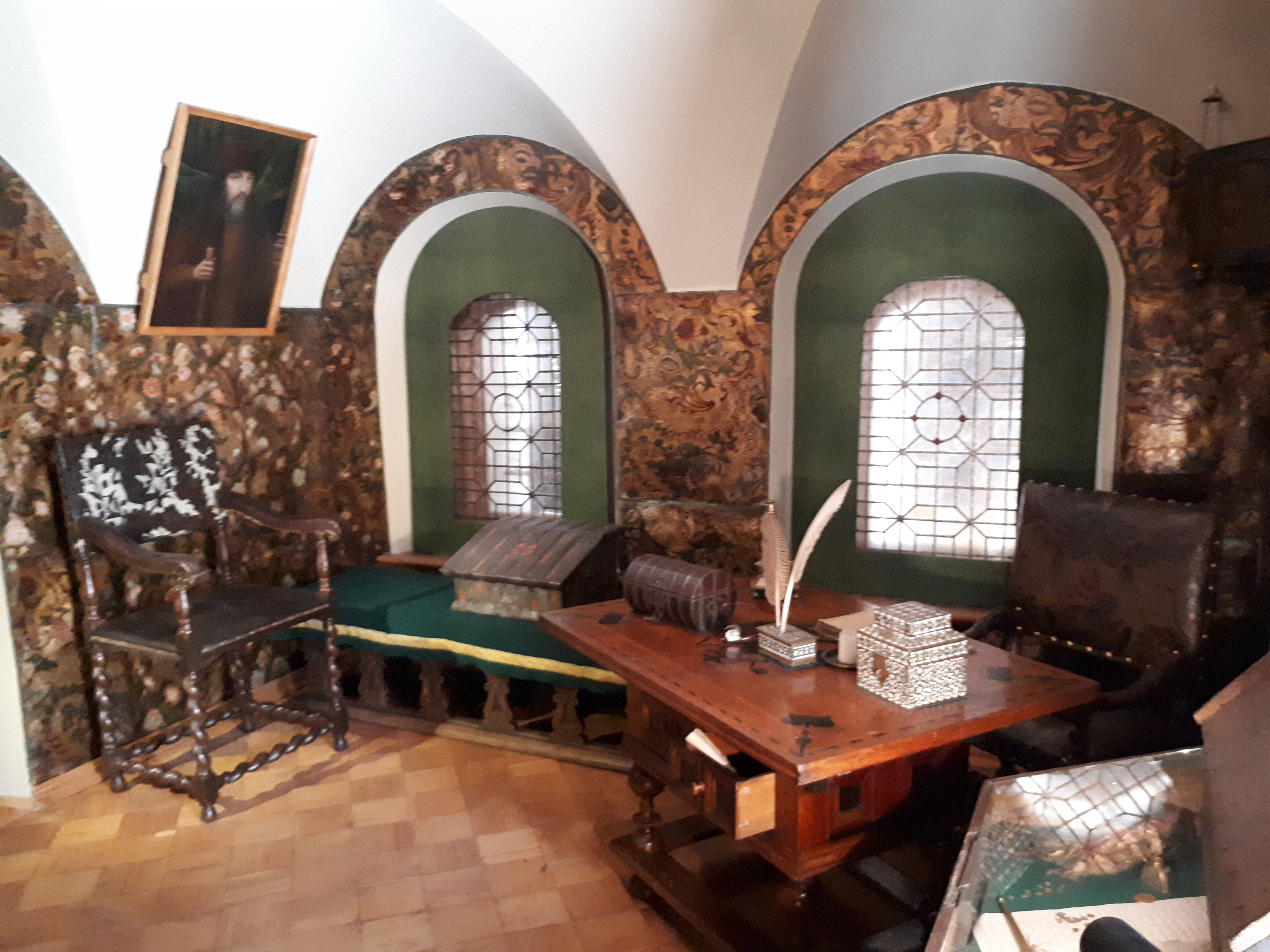
Кабинет боярина
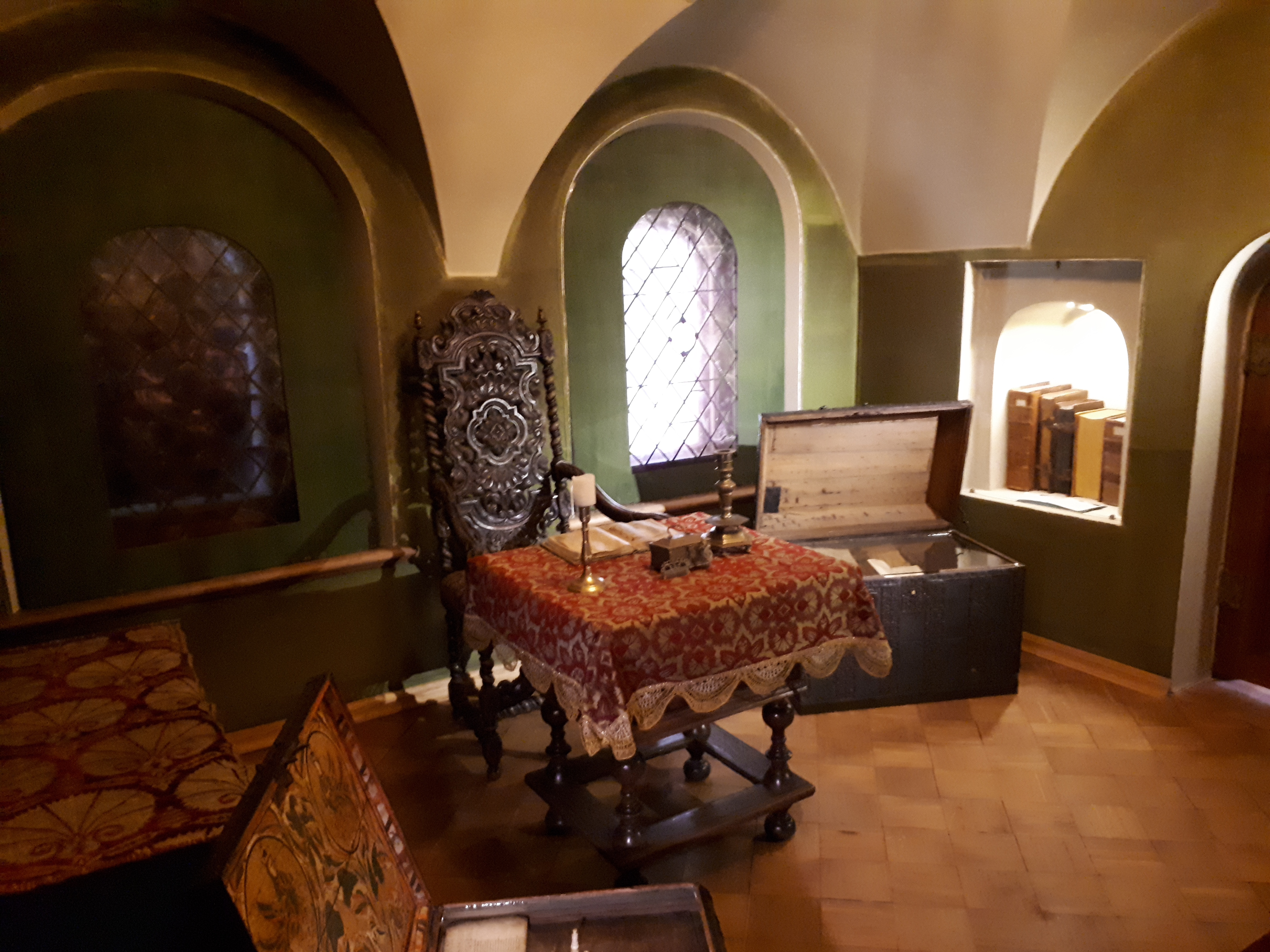
Библиотека
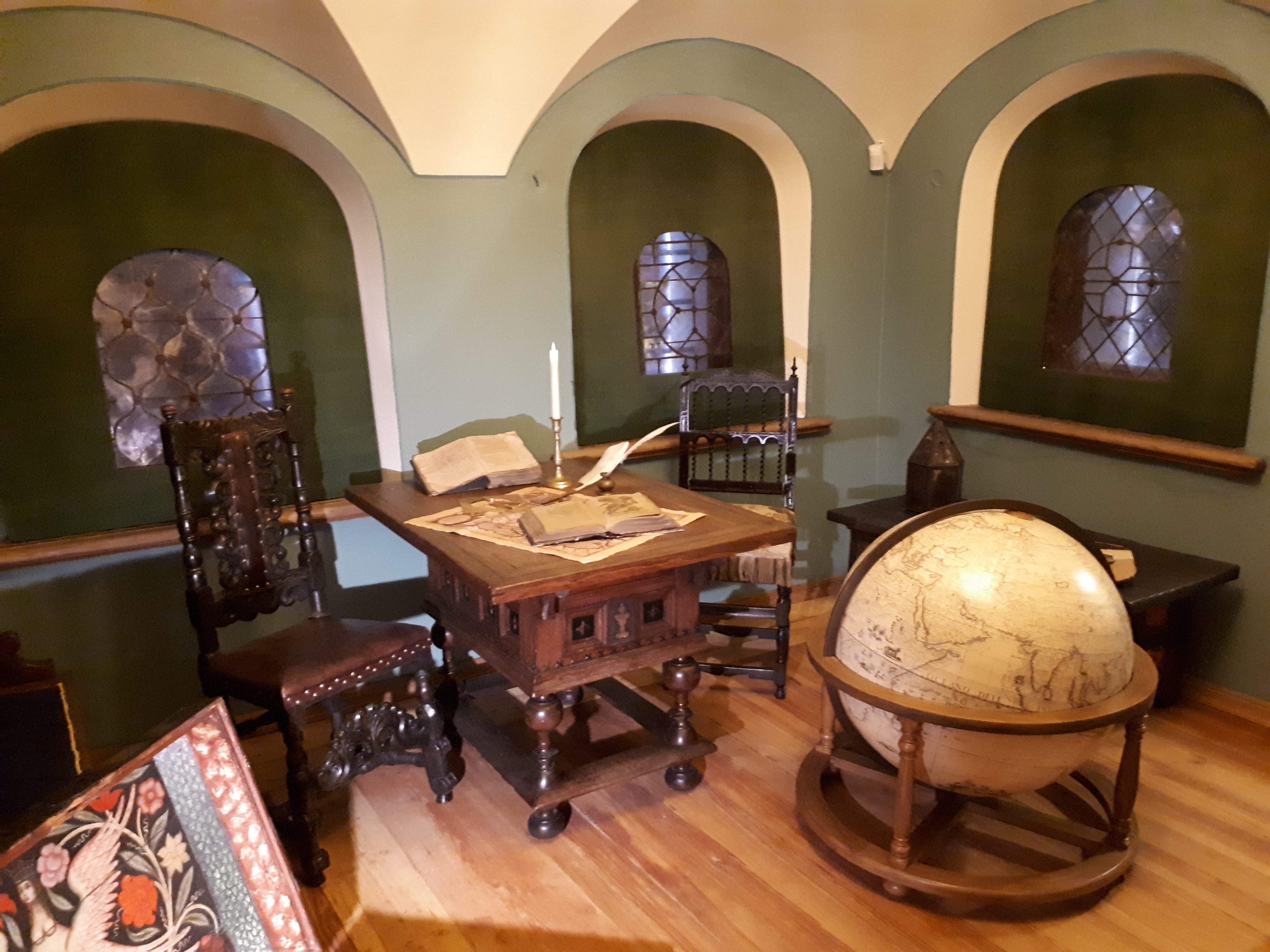
Комната старших сыновей

Третий этаж - женский. Комнату боярыни украшает деревянное кружево — «плотничный наряд». На стене висит портрет с надписью: «Царица Наталья Кирилловна». Однако ряд исследователей предполагает, что на картине может быть изображена Евдокия Лопухина. В помещении также представлен образ «Знамение Божией Матери». Самая светлая комната в доме носит название светлицы. У стен в ней стоят лавки, на которых установлены прялки и ткацкий станок.

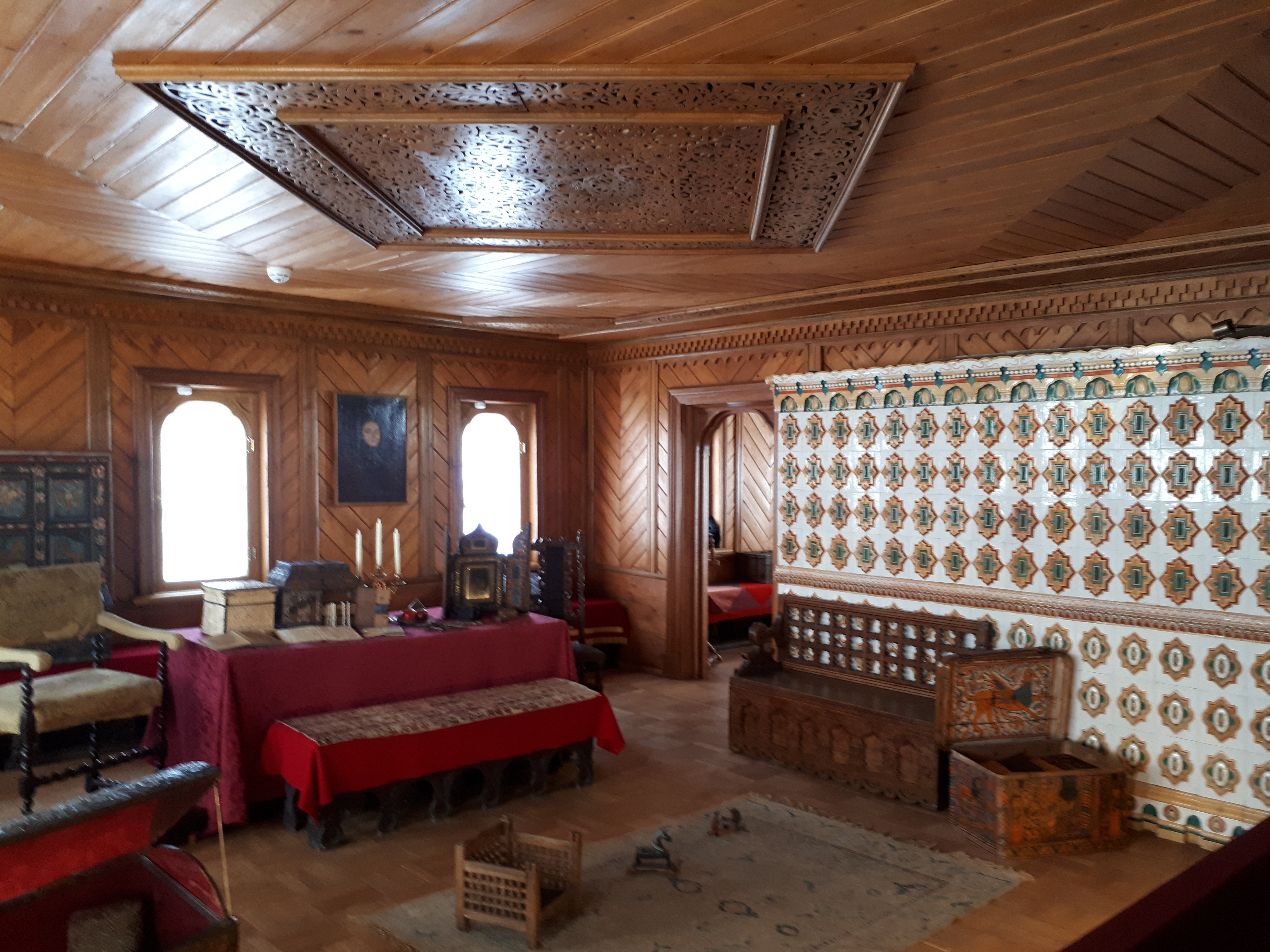
Комната боярыни
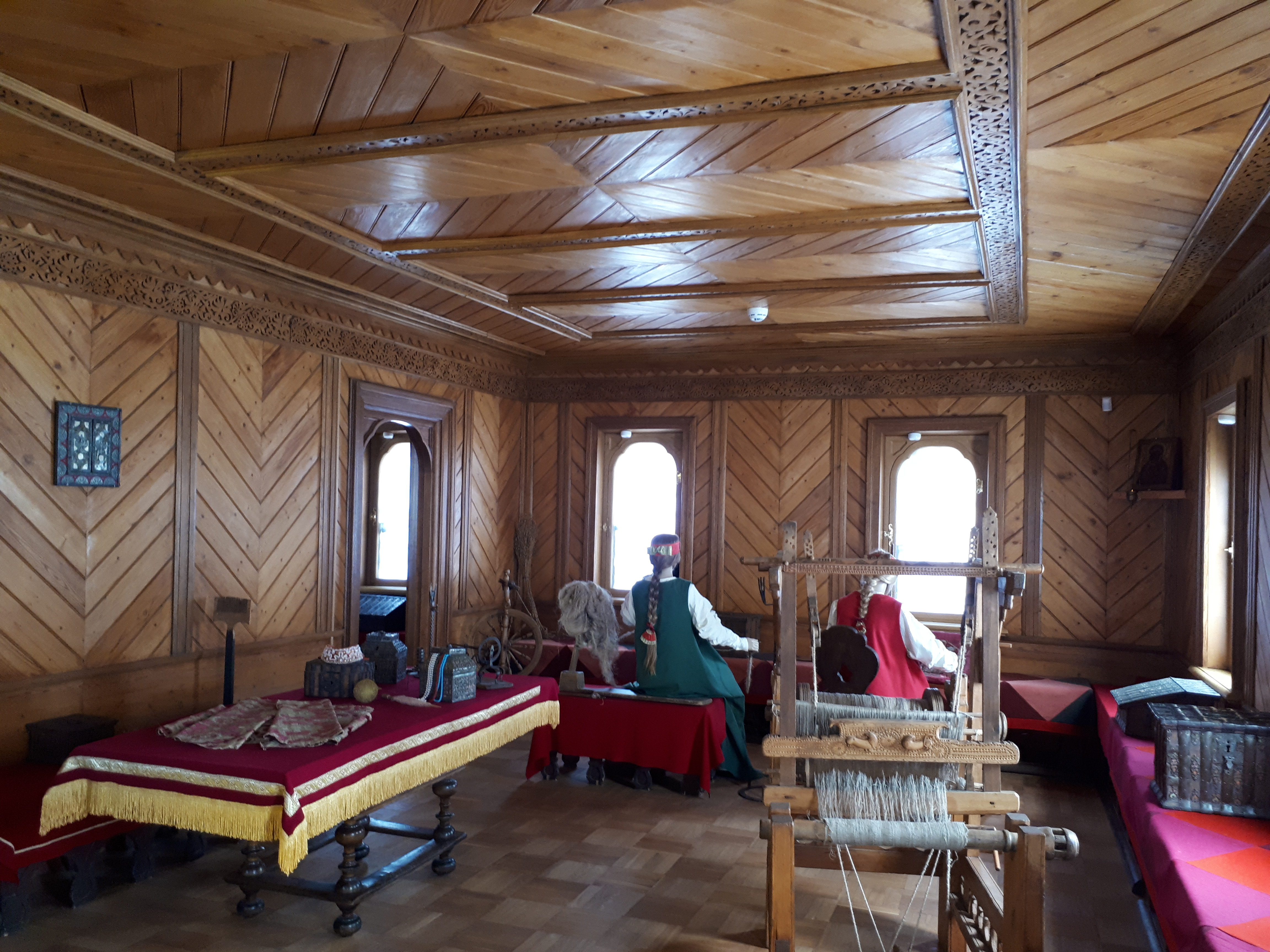
Светлица